# Краснов, Марк Михайлович
Марк Михайлович Краснов (род. 1 ноября 1995, Санкт-Петербург) — российский футболист, нападающий клуба «Витебск».

## Карьера

### «Динамо» Санкт-Петербург
Начинал заниматься футболом в петербургской футбольной школе «Ижорец». Футбольную карьеру начал на любительском уровне. В 2018 году выступал в первенстве Санкт-Петербурга по футболу за клуб «Царское Село». В 2019 году присоединился к петербургскому «Динамо». В 2020 году стал победителем первенства МРО «Северо-Запад» III дивизиона. Летом 2021 года клуб вернул себе профессиональный статус и футболист, оставшись с командой, отправился выступать в Вторую лигу. Первый матч за клуб футболист сыграл 14 июля 2021 года в рамках Кубка России против клуба «Чита». Свой первый матч в чемпионате футболист сыграл 18 июля 2021 года против клуба «Смоленск», выйдя на поле в стартовом составе. По окончании сезона футболист покинул клуб.

### «Слоним-2017»
В июле 2022 года футболист перешёл в белорусский клуб «Слоним-2017». Дебютировал за клуб 9 июля 2022 года в матче против новополоцкого «Нафтана», выйдя в стартовом составе. В следующем матче 16 июля 2022 года против «Осиповичей» футболист отличился дебютными голами, записав на свой счёт дубль. В матче 9 октября 2022 года против «Барановичей» отличился хет-триком. В следующем матче 16 октября 2022 года против петриковского «Шахтёра» футболист отличился очередным дублем. За сезон футболист отличился 10 забитыми голами и 2 результативными передачами, тем став лучшим бомбардиром клуба. В декабре 2022 года футболист покинул клуб.

### «Сморгонь»
Первоначально ожидалось, что футболист продолжит карьеру за пределами белорусского чемпионата, однако в январе 2023 года россиянин проходил просмотр в гродненском «Немане». Затем футболист отправился в распоряжение «Сморгони», с которой в марте 2023 года подписал контракт до конца сезона. Дебютировал за клуб 19 марта 2023 года в матче против бобруйской «Белшины». Первым результативным действием за клуб отличился 1 апреля 2023 года в матче против жодинского «Торпедо-БелАЗ», отдав голевую передачу. Дебютный гол забил 21 апреля 2023 года в матче против «Слуцка». В июле 2023 года футболист покинул белорусский клуб, расторгнув контракт по соглашению сторон.

### «Неман» Гродно
В июле 2023 года футболист стал игроком гродненского «Немана». Вскоре футболист официально был представлен в гродненском клубе. В августе 2023 года футболист присоединился к основной команде гродненского клуба для участия в квалификационном матче Лиги конференций УЕФА. Дебютировал за клуб 17 августа 2023 года в матче третьего квалификационного раунда Лиги конференций УЕФА против словенского клуба «Целе». Первый матч за клуб в чемпионате сыграл 22 августа 2023 года против «Гомеля», выйдя на замену на 84 минуте. По итогу сезона футболист стал серебряным призёром чемпионата. В январе 2024 года футболист покинул гродненский клуб по окончании срока действия контракта.

### «Макслайн»
В феврале 2024 года футболист проходил просмотр в солигорском «Шахтёре». Однако футболист не смог пройти просмотр и вскоре покинул распоряжение клуба. В конце февраля 2024 года футболист находился в распоряжении мозырской «Славии». В начале марта 2024 года футболист также покинул распоряжение мозырского клуба. В марте 2024 года футболист стал игроком «Макслайна». Дебютировал за клуб футболист 7 апреля 2024 года в матче против гомельского «Локомотива», выйдя на поле в стартовом составе и также отличившись своим дебютным забитым голом. 

## Достижения
- Серебряный призер Чемпионата Беларуси 2023